# Ellen Hillingsø
Ellen Gunilla Hillingsø (født 9. marts 1967 i København) er en dansk skuespillerinde og lydbogsindlæser.

## Liv og karriere
Ellen Hillingsø er datter af generalløjtnant Kjeld Hillingsø og Birgitta Hillingsø. Hun blev interesseret i skuespil gennem arbejde i tv og blev uddannet skuespiller på Århus Teaters Skuespillerskole i 1994. Herefter spillede hun flere teaterroller, først på Århus Teater, senere på forskellige scener i hovedstaden. Hun har været meget alsidig inden for sit fag, idet hun ud over teater har arbejdet med film, tv, radio, stemme til tegnefilm, lydbøger (blandt andet med Det Nye Testamente), reklamer og oplæsning.
Af teaterroller kan nævnes Lucrezia i Leonardo da Vinci på Østre Gasværk i 2003, Augusta i Marta's Tema på Aveny-T i 2005.
I en artikel i B.T. i 2002 blev det oplyst, at Margrethe 2. skulle være hendes gudmor, hvilket Hillingsø dog selv siden har afvist. Hun blev gift med Christoffer Castenskiold, med hvem hun har to børn. Hillingsøs forældre har tætte bånd til kongehuset, og sammen med sin mand er hun blandt de nærmeste venner til Kong Frederik og Dronning Mary.  Hun er aktiv for AIDS-Fondet, forskning inden for brystkræft og har været medvært i et alternativt Melodi Grand Prix i 2001, der blev lavet som støtte for AIDS-Fondet.

## Filmografi

### Spillefilm
| År   | Titel                                | Rolle             | Instruktør                    |
| ---- | ------------------------------------ | ----------------- | ----------------------------- |
| 1988 | Huller i suppen                      |                   | P. E. Carstensen/M. Lorentzen |
| 1989 | En verden til forskel                |                   | Leif Magnusson                |
| 1996 | Krystalbarnet                        | Receptionist      | Peter Thorsboe                |
| 1997 | Sekten                               | Anne              | Susanne Bier                  |
| 1999 | Mifunes sidste sang                  | Lykke             | Søren Kragh-Jacobsen          |
| 1999 | Klinkevals                           | Syngepige         | Hans Kristensen               |
| 2001 | Jolly Roger                          | Lulas mor         | Lasse Spang Olsen             |
| 2001 | En kort en lang                      | Anne              | Hella Joof                    |
| 2001 | Olsen banden Junior                  | Doktor Rakowski   | Peter Flinth                  |
| 2002 | Drengen der ville gøre det umulige   | Havet/Bjørn       | Jannik Hastrup                |
| 2002 | Floden                               |                   | Jytte Rex                     |
| 2004 | Silkevejen                           | Christine         | Jytte Rex                     |
| 2005 | Opbrud                               | Hannah            | Jacob Grønlykke               |
| 2005 | Afrejsen                             | Annika            | Louise Friedberg              |
| 2005 | Allegro                              | Clara             | Christoffer Boe               |
| 2005 | Den rette ånd                        | Lone              | Martin Strange Hansen         |
| 2006 | Offscreen                            | Ellen Hillingsø   | Christoffer Boe               |
| 2006 | Sprængfarlig bombe                   | Tanja             | Tomas Villum Jensen           |
| 2007 | Anja og Viktor - brændende kærlighed | La Cour           | Niels Nørløv Hansen           |
| 2007 | Karlas kabale                        | Rikke, Karlas mor | Charlotte Sachs Bostrup       |
| 2009 | Karla og Katrine                     | Rikke, Karlas mor | Charlotte Sachs Bostrup       |
| 2009 | Over gaden under vandet              | Bente             | Charlotte Sieling             |
| 2010 | Karla og Jonas                       | Rikke, Karlas mor | Charlotte Sachs Bostrup       |
| 2010 | Eksperimentet                        | Rigmor Gertsen    | Louise Friedberg              |
| 2013 | Player                               | Marianne          | Tomas Villum Jensen           |
| 2016 | Kærlighed og andre katastrofer       | Sonja             | Sofie Stougaard               |

### Serier
| År         | Titel                    | Rolle              |
| ---------- | ------------------------ | ------------------ |
| 1996       | Charlot og Charlotte     | Charlot            |
| 1996-2000. | Madsen & Co.             | Camilla            |
| 1997       | Gufol mysteriet          | psykolog           |
| 1999       | Toast                    | Karina Louise      |
| 2001-03    | Langt fra Las Vegas      | Kennys læge        |
| 2002       | Hvor svært kan det være? | Birdie             |
| 2003       | Nikolaj og Julie         | Kim                |
| 2006       | Absalons hemmelighed     | Benedikte          |
| 2007       | Anna Pihl                | fru Borch          |
| 2008       | Album                    | Jette              |
| 2009       | Livvagterne              | Benedikte Tønnesen |
| 2009       | Pagten                   | fortæller          |
| 2011       | Broen                    | Charlotte Söringer |
| 2011       | Hjælp, det er jul        | naboen             |
| 2012       | Rita                     | Helle              |
| 2015       | Hjørdis                  | Helle              |
| 2015       | Juleønsket               |                    |
| 2015       | Mens vi presser citronen | Lotte              |
| 2017       | Tinkas juleeventyr       | Ingi               |
| 2018       | Advokaten                | Magdalena Dahlerup |
| 2019       | Tinka og Kongespillet    | Ingi               |
| 2022       | Tinka og sjælens spejl   | Ingi               |

### Kortfilm
| År   | Titel               | Rolle            | Instruktør               |
| ---- | ------------------- | ---------------- | ------------------------ |
| 2017 | Trigger             | Vera             | Julie R. Ølgaard         |
| 2016 | Jazz                | Camilla Svendsen | Tammes Bernstein         |
| 2016 | Mor                 | Mor              | Andrea Stief             |
| 2014 | Lulu                | Sophia           | Caroline Cogez           |
| 2011 | Friday              | Kvinden          | Martin Garde Abildgaard. |
| 2008 | En forelskelse      | Birgitte         | Christian Tafdrup        |
| 2007 | Fremkaldt           | Laura            | Oliver Zahle             |
| 2005 | Afrejsen            | Anika            | Louise Friedberg         |
| 2001 | Postkort fra Mars   | Bankassistent    | Tzara Tristana           |
| 2001 | Når lysterne tændes | Merete           | Martin Strange Hansen    |

## Teater
| År   | Titel                     | Rolle               | Instruktør                                 |
| ---- | ------------------------- | ------------------- | ------------------------------------------ |
| 2018 | Babettes Gæstebud         | Babette             | Rolf Heim - Østerbro Teater                |
| 2017 | Liva                      | Liva Weel           | Rolf Heim - Folketeatret, turné            |
| 2017 | 3xBeckett "Ikke, Jeg"     | Hovedrolle          | Østre Gasværk Teater - Walter Asmus        |
| 2015 | Perplex                   | Ellen               | Christoffer Berdal - Bellevue Teatret      |
| 2015 | Kosmos                    | Astronomen          | Kirsten Dehlholm - Hotel Pro Forma         |
| 2014 | Men lever man?            | Prosporos           | Lydia Bunk - Teater V                      |
| 2014 | En skærsommernatsdrøm     | Hippolyta/Titania   | Alexa Ther - Odense Teater                 |
| 2013 | Udsøgt smerte             | Sophie Calle        | Jacob F. Schokking - Husets Teater, Turné. |
| 2013 | George Kaplan             | George Kaplan/Tracy | Christoffer Berdal - Husets Teater         |
| 2011 | Far skal dø               | Anna                | Simon K. Boberg - Husets Teater            |
| 2011 | Sol Invictus & 50.000 lux |                     | Louise Friedberg - Eventministeriet DKT    |
| 2010 | Ellen                     | Ellen               | Kirsten Dehlholm - Hotel Pro Forma         |
| 2009 | Slutstrand                | Nico                | Christoffer Berdal - Mammutteatret         |
| 2008 | Fobiskolen                | Mette               | Thomas Bendixien - Mammutteatret           |
| 2008 | Privatliv                 | Amanda              | Christoffer Berdal - Grønnegårds Teatret   |

## Priser og hædersbevisninger
- 2011 Nomineret til en Bodil for Bedste kvindelige hovedrolle i Eksperimentet
- 2011 Nomineret til en Robert for Årets kvindelige hovedrolle i Eksperimentet
- 2010 Nomineret til en Robert for Årets kvindelige birolle i Karla og Katrine
- 2007 Nomineret til en Robert for Årets kvindelige birolle i Karlas Kabale
- 1999: Modtager af Minister Erna Hamiltons Legat for Videnskab og Kunst
- 1999: Modtager af Lauritzen-prisen
- 1997 Robert for Årets kvindelige birolle i Sekten